# Daína Chaviano
Daína Chaviano (ur. 1962 w Hawanie) – pisarka kubańska.
Pierwszą nagrodę literacką zdobyła jeszcze w czasie studiów na Uniwersytecie w Hawanie, gdzie ukończyła filologię angielską. Mieszkając na Kubie wydała wiele książek o tematyce science fiction i fantasy, szybko stając się najlepiej sprzedawaną i ulubioną autorką obu tych gatunków w historii kraju. Z jednakowym sukcesem publikowała powieści science fiction i fantasy oraz powieści tradycyjne, wciąż zdobywając liczne nagrody.
W swojej twórczości nawiązuje do wielu dziedzin: mitologii, erotyki, historii starożytnej, socjologii, parapsychologii, magii i polityki, a jej książki przepełnione są poetyckimi opisami i zmysłowymi obrazami.
Pośród najważniejszych pozycji w dorobku kubańskiej autorki figuruje cykl „La Habana oculta” (Mroczna Hawana), na który składają się powieści El hombre, la hembra y el hambre (Mężczyzna, kobieta i głód), Casa de juegos (Dom gry), Gata encerrada (Uwięziony kot) i La isla de los amores infinitos (Wyspa niekończących się miłości).
Wyspa niekończących się miłości zdobyła Złoty Medal w konkursie literackim Florida Book Awards 2006, w którym nagradza się najlepsze książki wydane w danym roku w Stanach Zjednoczonych. Książkę przetłumaczono na 25 języków i tym samym stała się ona powieścią kubańską z największą jak dotychczas liczbą przekładów.
Od 1991 Daína Chaviano mieszka w USA.

## Prace publikowane w Polsce
- Wyspa niekończących się miłości (Muza, 2007), tłum. Weronika Ignas-Madej.